# 胡璧城
胡璧城（1868年—1925年），字夔文，号藕冰。安徽泾县人。清朝及中华民国政治人物。

## 生平
胡璧城是光绪丁酉科（1897年）举人。他毕业于京师大学堂师范馆，授中书科中书。
中华民国成立后，1912年他任安徽省临时议会议长。后来他担任北京临时参议院议员、民元国会参议院议员、政治会议秘书、政治会议代理秘书长、审计院协审官、约法会议议员。
胡璧城喜欢收藏，擅长书法。

## 著作
- 《知困斋诗存》